# Epidendrum amphistomum
Epidendrum amphistomum är en orkidéart som beskrevs av Achille Richard. Epidendrum amphistomum ingår i släktet Epidendrum och familjen orkidéer. Inga underarter finns listade i Catalogue of Life.